# Osvaldo Genazzani
Osvaldo Genazzani (Terni-fl. siglo XX) fue un actor italiano que participó en más de una cuarentena de películas a lo largo de su trayectoria profesional, que abarcó desde 1926 hasta 1972.

## Filmografía completa
- Judas... ¡Toma tus monedas! (1972)
- El más fabuloso golpe del Far-West (1972)
- La casa de las muertas vivientes (1972)
- La muerte camina con tacón alto (1971)
- Días de angustia (1970)
- El castillo de Fu-Manchu (1969)
- Todos o ninguno (1969)
- Sonora (1968)
- Crónica de un atraco (1968)
- Odio por odio (1967)
- Entre las redes (1967)
- Clint, el solitario (1967)
- Dinamita Jim (1966)
- Siete pistolas para Timothy (1966)
- Cuatro dólares de venganza (1966)
- Operación Silencio (1966)
- La dama de Beirut (1965)
- Viva Carrancho (1965)
- Senda torcida (1963)
- Catalina de Inglaterra (1951)
- El hijo de la noche (1950)
- La niña de Luzmela (1950)
- Ha entrado un ladrón (1950)
- En un rincón de España (1949)
- Doce horas de vida (1949)
- Pacto de silencio (1949)
- La mariposa que voló sobre el mar (1948)
- Mare Nostrum (1948)
- Las tinieblas quedaron atrás (1948)
- Conflicto inesperado (1948)
- 07... Tassì (1945)
- Due cuori (1943)
- Redenzione (1943)
- Dente per dente (1943)
- I quattro di Bir El Gobi (1942)
- Una storia d'amore (1942)
- Ridi pagliaccio (1941)
- San Giovanni decollato (1940)
- La leggenda azzurra (1940)
- L'arcidiavolo (1940)
- Boccaccio (1940)
- La donna perduta (1940)
- Mare (1940)
- Piccolo hotel (1939)
- L'avvocato difensore (1935)
- La ciudad castigada (1926)